# ویلیام بی. اومستید
ویلیام بی. اومستید (به انگلیسی: William Bradley Umstead) سناتور سابق عضو حزب دموکرات ایالات متحده آمریکا بود. وی در سال ۱۹۴۶ تا ۱۹۴۸ میلادی سناتور ایالت کارولینای شمالی در سنای ایالات متحده آمریکا بود.